# Ozone
Ozone foi uma revista americana com foco na cobertura da cena HIP HOP do sul dos Estados Unidos e funcionou de 2002 a 2010. Foi fundada em Orlando, Flórida em 2002 por Julia Beverly. Em 2006, a revista mudou sua sede para Atlanta.
A revista forneceu cobertura inicial de artistas do sul, incluindo Stat Quo, Pitbull e T-Pain. Também incluiu artigos sobre músicos de outras partes dos EUA, incluindo o rapper de Nova York Saigon na capa da edição de abril de 2006 e o emcee de Chicago Twista nas capas de janeiro de 2006 e outubro de 2007.
A revista contava com um pequeno número de funcionários e colaboradores. Além da editora e editora-chefe Julia Beverly, o editor Eric Perrin e o editor musical Randy Roper fazem contribuições frequentes. Outros colaboradores incluem o artista Killer Mike, Charlamagne, o artista de mixtape DJ Wally Sparks, Wendy Day (fundadora da Rap Coalition e colaboradora da revista Murder Dog), Rohit Loomba e DJ ADG.